# سوفی، دوشس ادینبرو
سوفی، دوشس ادینبرو (به انگلیسی: Sophie, Duchess of Edinburgh) (سوفی هلن رایز-جونز؛ متولد ۲۰ ژانویه ۱۹۶۵) همسر شاهزاده ادوارد، دوک ادینبرو است که جوانترین پسر و فرزند الیزابت دوم و شاهزاده فیلیپ، دوک ادینبرو می‌باشد. این دو در سال ۱۹۹۹ با هم ازدواج کردند. سوفی هم‌اکنون شوهرش را در امور سلطنتی همراهی می‌کند. ارل و کنتس دو فرزند به نام‌های لیدی لوئیز وینزر و جیمز، ارل وسکس دارند.

## زندگی‌نامه
سوفی در ۲۰ ژانویه ۱۹۶۵ در شهر آکسفورد در انگلستان به دنیا آمد. وی دومین فرزند و تنها دختر کریستوفر بورنس رایز-جونز و همسرش مری اوسولیوان که یک منشی بود می‌باشد. آنها یک پسر به نام دیوید نیز داشتند که از سوفی بزرگ‌تر است. نام میانی سوفی از روی نام عمه‌اش هلن گذاشته شد که در یک تصادف رانندگی قبل از تولد سوفی کشته شده بود. پدرخواندهٔ او بازیگر تین باتنی است که برادر ناتنی پدرش نیز بود و با او در ساراواک بزرگ شده بود.
وقتی سوفی جوان بود خانوادهٔ رایز-جونز به برنچلی در کنت نقل مکان کردند. او تحصیل را در مدرسهٔ آنجا آغاز کرد و سپس به دانشگاه کنت رفت و بعد از اتمام تحصیلات به عنوان یک منشی در دانشگاه کنت غربی فعالیت کرد.

## ازدواج

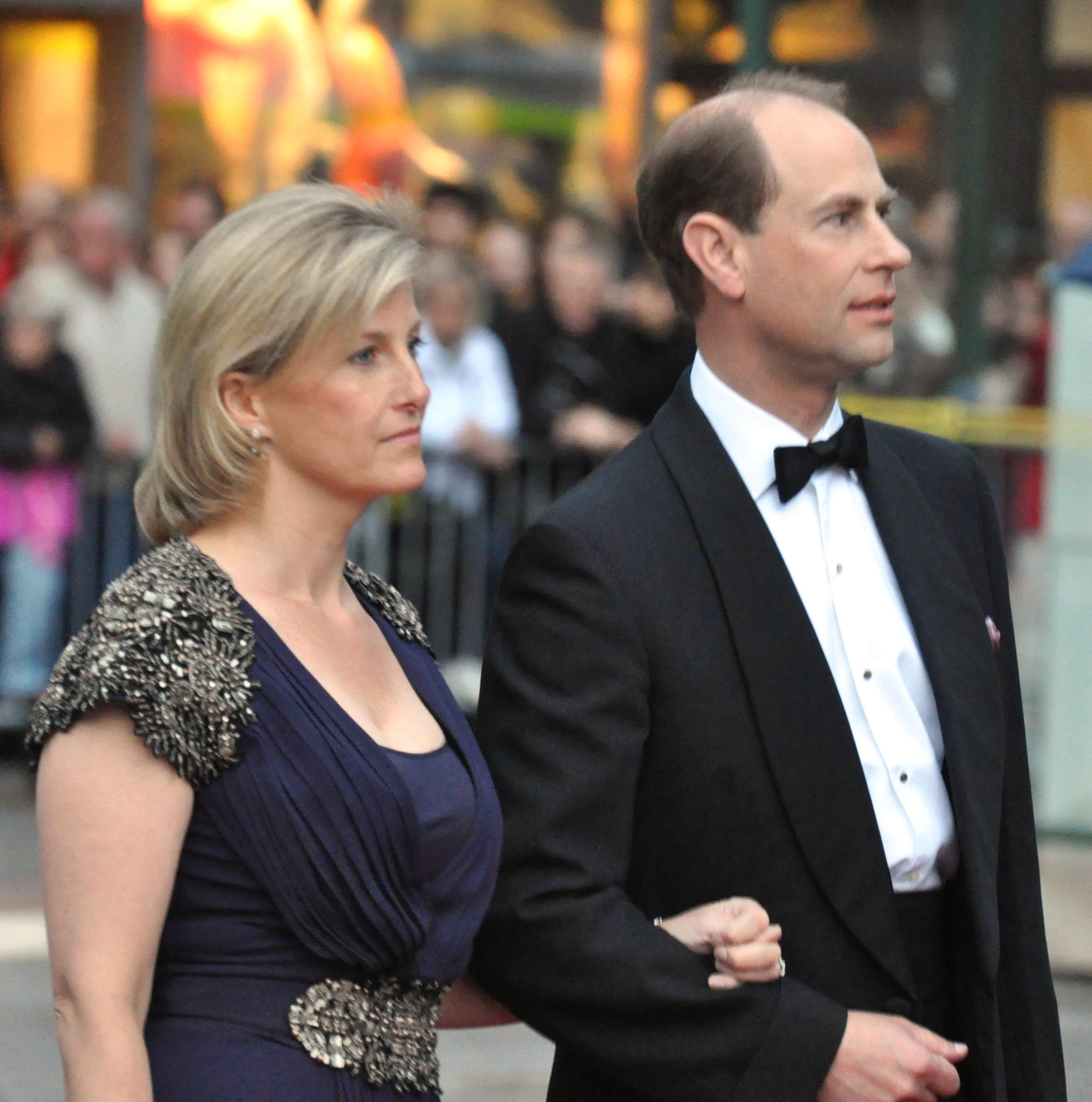
دوک و دوشس ادینبرو در مراسم عروسی ویکتوریا، ولیعهد سوئد

نامزدی سوفی با شاهزاده ادوارد جوانترین پسر الیزابت دوم و شاهزاده فیلیپ، دوک ادینبرو در ۹ ژانویهٔ ۱۹۹۹ اعلام شد. ازدواج آنها در ۱۹ ژوئن همان سال در کلیسای سنت جورج در قلعه وینزر جشن گرفته شد.
این زوج از شش سال قبل از ازدواجشان در سال ۱۹۹۳ با یک‌دیگر آشنا شده بودند و ارتباط آنها بعد از آن سال شروع شد. در روز ازدواجشان ملکه به شاهزاده ادوارد لقب ارل وسکس و بعد از او به همسرش لقب کنتس وسکس را اعطا نمود.
در دسامبر ۲۰۰۱ کنتس به علت احساس ناراحتی شدید به بیمارستان پادشاه ادوارد ششم منتقل شد و پزشکان پی بردند که وی به حاملگی خارج‌رحمی دچار شده که زندگی او را تهدید می‌کند، اما با شناسایی به موقع و درمان درست این مشکل برطرف شد و کنتس دو سال بعد دختری به نام لیدی لوئیز وینزر را در ۸ نوامبر ۲۰۰۳ به دنیا آورد. این یک تولد نابهنگام و زودتر از موعد بود، در نتیجه بر اثر این تولد ناگهانی مادر و فرزند هر دو در خطر قرار گرفتند. در ۱۷ دسامبر ۲۰۰۷ کنتس فرزند دومش، پسری به نام جیمز، ارل وسکس، را به دنیا آورد. فرزندان آنها طبق خواست والدینشان لقب شاهزاده و شاهدخت ندارند و به عنوان فرزندان یک ارل و کنتس از القاب لیدی و وایکانت استفاده می‌کنند و نام خانوادگی وینزر را دارند.

## فعالیت‌ها
دوشس ادینبرو سفرهای کاری خود را بعد از ازدواج آغاز کرد. اولین سفر وی به کانادا با همسرش ادوارد در سال ۲۰۰۰ بود. وی در سال‌های ۲۰۰۱، ۲۰۰۲، ۲۰۰۳، ۲۰۰۶، ۲۰۰۹ و ۲۰۱۰ دوباره به کانادا سفر کرده‌است. وی همچنین در سالهای اخیر با همسرش یا به تنهایی به نقاط مختلف سفر می‌کند. او شوهرش را در سفرهای کاری همراهی می‌کند. وی در سال ۲۰۰۴ به‌طور رسمی به عضویت خانوادهٔ سلطنتی ملکه الیزابت دوم درآمد و در سالهای ۲۰۰۵ و ۲۰۱۰ القاب سلطنتی جدیدی دریافت نمود.

نشان سوفی، کنتس وسکس

## عناوین، لقب‌ها و نشان‌ها
- ۲۰ ژانویه ۱۹۶۵ — ۱۹ ژوئن ۱۹۹۹: دوشیزه سوفی هلن رایز-جونز
- ۱۹ ژوئن ۱۹۹۹ — ۱۰ مارس ۲۰۲۳: والاحضرتِ همایونی کنتس وسکس
- در اسکاتلند: ۱۰ مارس ۲۰۱۹ — ۱۰ مارس ۲۰۲۳: والاحضرتِ همایونی کنتس فورفار
- ۱۰ مارس ۲۰۲۳ — تا کنون: والاحضرتِ همایونی دوشس ادینبرو

القاب کامل سوفی بعد از ازدواجش به این صورت هستند: والاحضرتِ همایونی کنتس وسکس، وایکانتس سورن، بانوی عالی صلیب رتبه سلطنتی ویکتوریا، بانوی عادل رتبه محترمین بیمارستان سنت جان اورشلیم.